# (19776) Balears
(19776) Balears ist ein Asteroid des Hauptgürtels, der am 4. August 2000 vom katalanischer Kieferchirurgen und Amateurastronomen Jaume Nomen am Observatorium Ametlla de Mar (IAU-Code 946) in L’Ametlla de Mar in der katalanischen Provinz Tarragona entdeckt wurde.
Der Asteroid wurde am 4. August 2001 nach den Bewohnern der balearischen Inseln benannt, die eine eigenständige Kultur und Geschichte besitzen. Ihren Namen erhielten sie von griechischen Seefahrern, nachdem diese unter den präzisen Schleuderwürfen (ballein) der Inselbewohner litten.